# Givenchy-en-Gohelle
Givenchy-en-Gohelle és un municipi francès situat al departament del Pas de Calais i a la regió dels Alts de França. L'any 2007 tenia 2.093 habitants.

## Demografia

### Població
El 2007 la població de fet de Givenchy-en-Gohelle era de 2.093 persones. Hi havia 784 famílies de les quals 144 eren unipersonals (44 homes vivint sols i 100 dones vivint soles), 276 parelles sense fills, 316 parelles amb fills i 48 famílies monoparentals amb fills.
La població ha evolucionat segons el següent gràfic:
Habitants censats

### Habitatges
El 2007 hi havia 818 habitatges, 791 eren l'habitatge principal de la família, 7 eren segones residències i 20 estaven desocupats. 817 eren cases i 1 era un apartament. Dels 791 habitatges principals, 672 estaven ocupats pels seus propietaris, 106 estaven llogats i ocupats pels llogaters i 13 estaven cedits a títol gratuït; 19 tenien dues cambres, 55 en tenien tres, 174 en tenien quatre i 543 en tenien cinc o més. 674 habitatges disposaven pel capbaix d'una plaça de pàrquing. A 337 habitatges hi havia un automòbil i a 387 n'hi havia dos o més.

### Piràmide de població
La piràmide de població per edats i sexe el 2009 era:
| Homes | Edats   | Dones |
| ----- | ------- | ----- |
| 0     | 95 o +  | 0     |
| 0     | 90 a 94 | 12    |
| 12    | 85 a 89 | 12    |
| 8     | 80 a 84 | 0     |
| 32    | 75 a 79 | 56    |
| 44    | 70 a 74 | 48    |
| 48    | 65 a 69 | 48    |
| 48    | 60 a 64 | 36    |
| 32    | 55 a 59 | 44    |
| 92    | 50 a 54 | 76    |
| 76    | 45 a 49 | 96    |
| 48    | 40 a 44 | 48    |
| 88    | 35 a 39 | 84    |
| 76    | 30 a 34 | 80    |
| 80    | 25 a 29 | 52    |
| 72    | 20 a 24 | 68    |
| 68    | 15 a 19 | 60    |
| 72    | 10 a 14 | 64    |
| 64    | 5 a 9   | 84    |
| 40    | 0 a 4   | 56    |

## Economia
El 2007 la població en edat de treballar era de 1.372 persones, 978 eren actives i 394 eren inactives. De les 978 persones actives 908 estaven ocupades (493 homes i 415 dones) i 70 estaven aturades (33 homes i 37 dones). De les 394 persones inactives 126 estaven jubilades, 133 estaven estudiant i 135 estaven classificades com a «altres inactius».

### Ingressos
El 2009 a Givenchy-en-Gohelle hi havia 795 unitats fiscals que integraven 2.086 persones, la mediana anual d'ingressos fiscals per persona era de 20.105 €.

### Activitats econòmiques
Dels 43 establiments que hi havia el 2007, 1 era d'una empresa alimentària, 1 d'una empresa de fabricació d'altres productes industrials, 8 d'empreses de construcció, 9 d'empreses de comerç i reparació d'automòbils, 1 d'una empresa de transport, 5 d'empreses d'hostatgeria i restauració, 2 d'empreses d'informació i comunicació, 1 d'una empresa financera, 1 d'una empresa immobiliària, 5 d'empreses de serveis, 4 d'entitats de l'administració pública i 5 d'empreses classificades com a «altres activitats de serveis».
Dels 12 establiments de servei als particulars que hi havia el 2009, 1 era una oficina de correu, 1 funerària, 1 paleta, 1 guixaire pintor, 3 lampisteries, 1 electricista, 1 empresa de construcció, 1 perruqueria i 2 restaurants.
Dels 2 establiments comercials que hi havia el 2009, 1 era una botiga de més de 120 m² i 1 una botiga de menys de 120 m².
L'any 2000 a Givenchy-en-Gohelle hi havia 10 explotacions agrícoles.

## Equipaments sanitaris i escolars
El 2009 hi havia 1 farmàcia i 1 ambulància.
El 2009 hi havia 1 escola maternal i 1 escola elemental.

## Poblacions més properes
El següent diagrama mostra les poblacions més properes.